# Eduardo Poirier Toledo

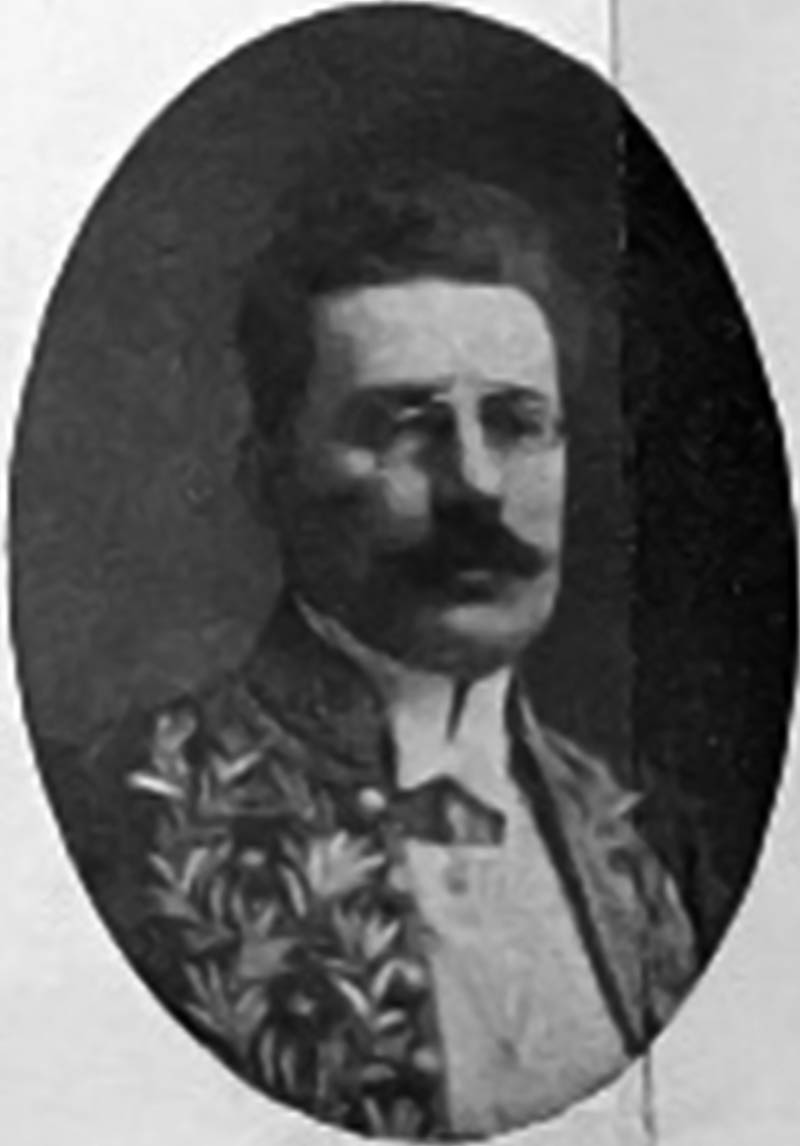
Poirier, 1910

Eduardo Poirier Toledo (nascido em Valparaíso, 1860), foi um escritor e diplomata chileno. Como escritor, tornou-se conhecido por escrever, juntamente a Rubén Darío a novela Emelina, de 1887. Também escreveu diversos trabalhos para o periódico El Mercurio de Valparaíso e representou a Guatemala no Terceiro Congresso científico latino-americano de 1905, realizado na cidade do Rio de Janeiro.